# کوتلاس (شهر)
شهر کوتلاس (به روسی: Котлас) در کشور روسیه و در اوبلاست آرخانگلسک واقع شده‌است.